# نوادو سانفرانسیسکو
نوادو سانفرانسیسکو (به اسپانیایی: Volcán San Francisco) یک کوه و آتشفشان در شیلی است که در بخش تینوگاستا واقع شده‌است. نوادو سانفرانسیسکو ۶٬۰۱۶ متر بالاتر از سطح دریا واقع شده‌است.